# Wu Lingmei
Wu Lingmei (née le 16 février 1973) est une athlète chinoise spécialiste du triple saut. 

## Carrière

### Palmarès
| Année | Compétition                | Lieu              | Résultat | Performance |
| ----- | -------------------------- | ----------------- | -------- | ----------- |
| 1995  | Championnats d'Asie        | Djakarta          | 2e       | 13,81 m     |
| 1998  | Jeux asiatiques            | Bangkok           | 2e       | 14,25 m     |
| 1999  | Universiade                | Palma de Majorque | 2e       | 14,55 m     |
| 2001  | Universiade                | Pékin             | 5e       | 13,99 m     |
| 2002  | Championnats d'Asie        | Colombo           | 1re      | 13,83 m     |
| 2002  | Coupe du monde des nations | Madrid            | 7e       | 13,60 m     |

### Records
| Épreuve          | Performance | Lieu      | Date          |
| ---------------- | ----------- | --------- | ------------- |
| Saut en longueur | 6,40 m      | Zhongshan | 21 avril 2001 |
| Triple saut      | 14,39 m     | Pékin     | 6 juin 1998   |

| Épreuve     | Performance | Lieu    | Date            |
| ----------- | ----------- | ------- | --------------- |
| Triple saut | 14,14 m     | Tianjin | 23 février 1997 |